# Gogmagog
Gogmagog was een kortstondige Britse heavy metal superband, in 1985 samengesteld door de producent Jonathan King. De bezetting van de band bestond uit voormalig Iron Maiden-zanger Paul Di'Anno en drummer Clive Burr, toekomstige Iron Maiden-gitarist Janick Gers, voormalig Def Leppard-gitarist Pete Willis en voormalig Whitesnake-bassist Neil Murray.

## Geschiedenis
Slechts een korte tijd samen bracht Gogmagog de drie nummers tellende ep I Will Be There uit bij het onafhankelijke label Food For Thought in 1985. Twee van de opgenomen nummers zijn geschreven door producent King (Living in a Fucking Time Warp en It's Illegal, It's Immoral, It's Unhealthy, But It's Fun), waarbij het titelnummer is gecomponeerd door de langdurige Kiss-medewerker Russ Ballard en oorspronkelijk uitgebracht op zijn soloalbum Into the Fire uit 1981. De bandleden mochten geen origineel materiaal schrijven.
Oorspronkelijk probeerde King een superband samen te stellen, die draaide rond Whitesnake-zanger David Coverdale, bassist John Entwistle van The Who en ervaren drummer Cozy Powell, maar deze vroege bezetting werkte niet volgens Di'Anno. Omdat het niet veel meer was dan een verzinsel die door producent Jonathan King was bedacht, viel de band snel uit elkaar toen hij zijn interesse verloor. Zanger Di'Anno was volledig afwijzend voor zowel de band als de producent en verwees naar het mislukte project als niets. Dat was een idioot die ons ertoe aanzette die shit te doen. De twee door King geschreven nummers verschenen in de soundtrack van de film Me Me Me uit 2011, ook geschreven door King. Alle leden van de band verschijnen in de cast.

## Discografie
- 1985: I Will Be There ep